# Гребенніков Єгор Олексійович
Єгор Олексійович Гребенніков (нар. 27 квітня 1972, Одеса) — український підприємець, імпакт-інвестор. Співвласник компаній «ТІС — Контейнерний Термінал», «ТІС-Вугілля» і «ТІС». Засновник Impact Hub Odessa, інвестор і автор концепції ревіталізації Зеленого театру в Одесі.

## Життєпис
Єгор Гребенніков народився 27 квітня 1972 року в Одесі. У 1978 році сім'я переїхала на Кавказ, де батько Єгора, Олексій Ставніцер, займався розробкою методології навчання гірських інструкторів, навчанням альпіністів і організацією сходжень.
«Ступінь ідеологічного контролю системи на Кавказі була набагато слабкіше, це сформувало сезонне співтовариство з цікавих людей, які любили гори. Кожні двадцять днів за профспілковими путівками заїжджала нова зміна з сотень неординарних особистостей з усього СРСР. Наша кімната в гуртожитку була епіцентром щоденних посиденьок бомонду. Люди рідко розходилися раніше півночі, в місяць ми витратили близько трьох кілограмів чаю. Примостившись де-небудь збоку я, захлинаючись, слухав історії вчених-ядерників, біологів, рідкісних радянських практикуючих буддистів, йогів, дипломатів, дисидентів, бардів, письменників, вимушених писати „в стіл“. У міжсезоння — з жовтня по травень — моєю компанією був двадцятифутовий контейнер книг, який ми привезли з Одеси, він заміняв мені однолітків», — згадує Єгор.
Професійно займався гірськими лижами і скелелазінням.
У 1990 році закінчив Харківський технікум зеленого будівництва за спеціальністю «Зелена архітектура і економіка садово-паркового будівництва», м. Харків.
У 1994 році працював в стартап-команді по залученню фінансування і відкриття магазинів «Преображенський» (будівельні матеріали) і «Напої Рішельє» (напої і гастрономія).
У 1995 році стажувався у Відні, у відділах економіки і логістики компанії-дистриб'ютора техніки «Електролюкс» і «Зануссі».
З 1996 року почав брати участь у сімейному бізнесі — розрахунок нових інвестпроектів, кредитування, контроль служби постачання. Керував одним з перших в Одесі продовольчих супермаркетів «Троїцький», магазином «Напої Рішельє», займався оптовою торгівлею продуктами харчування в національних масштабах.
У 1998 заснував власний бізнес у сфері автологістики.
Єгор Гребенніков є співвласником і керує фінансами в компаніях «ТІС», «ТІС — Контейнерний Термінал» і «ТІС-Вугілля».
Член міжнародного співтовариства Family Business Network.
Перший офіційний учасник з України, прийнятий до Європейської асоціації венчурної філантропії (European Venture Philanthropy Association).
Родина
Мати: Гребеннікова Анна Віссаріонівна, інженер-будівельник.
Батько: Ставніцер Олексій Михайлович, відомий альпініст і підприємець
Брат: Ставніцер Андрій Олексійович, підприємець, почесний консул Австрії в Одесі.
Дід: Ставніцер Михайло Фроймович, інженер, письменник і драматург. Був директором шахти на Шпіцбергені, працював на будівництві Біломор-Балтійського каналу.

## Соціальні проекти
У 2006 році започаткував у Одесі культурно-освітній центр «Кисень», де проходили кінопокази, вистави, виставки, майстер-класи з комунікації, екології, управління емоціями, профорієнтації. Центр існував до 2008 року і став прототипом Impact Hub Odessa.
Єгор Гребенніков є ініціатором створення, стратегічним керівником і інвестором центру підтримки соціальних ініціатив Impact Hub Odessa. З 2013 року в Impact Hub Odessa було проведено більше 3000 безкоштовних освітніх заходів та запущено 193 соціально важливих проекта. Impact Hub Odessa входить до міжнародної асоціації Impact Hub.
Єгор Гребенніков розробив концепції і проінвестував запуск низки соціальних проєктів, програм і заходів, як: Social Camp Ukraine, Хаб Вітальня, Impact Hub Academy, Hub Lab, Соціальна Гончарна студія, Благодійний Магазин «ДоброБутік», Hub Volunteer Service.
У 2014 році розробив концепцію і проінвестував 13 млн грн у відновлення історичної майданчика Зелений театр в Одесі. У 2017 році Зелений театр прийняв понад 90 тисяч гостей, став одним з майданчиків Одеського міжнародного кінофестивалю.

## Рейтинги
- Журнал New Voice включив Єгора Гребеннікова в десятку найвпливовіших одеситів.[20]
- За даними журналу Forbes Ukraine у 2020 році, Єгор Гребенніков займав 76 місце у списку топ-100 найбагатших українців.[21][22]